# سیل ۱۳۵۸ خوزستان
سیل ۱۳۵۸ خوزستان با بارندگی چند روزه از ۲۲ بهمن و طغیان رودخانه‌های مارون، کارون، کرخه جاری شد و در شهرهای مسجد سلیمان، شوشتر، اهواز، شادگان، سوسنگرد خساراتی را برجا گذاشت.

## جزئیات سیل

### مسجد سلیمان
در شهر مسجد سلیمان آب و برق و سوخت تبدیل به یک بحران شد پل تمبی و لوله‌های انتقال نفت در مسجد سلیمان تخریب شد. بر اثر شکسته شدن لوله‌های نفت در تمپی دریاچه از آب و نفت در مسجد سلیمان شکل‌گرفت.

### شوشتر
در شوشتر سد گتوند (سد قدیم) بر اثر سیل کاملاً تخریب شد. پل اصلی و ورودی شهر (پل آزادگان امروز) تخریب شد.

### اهواز
در اهواز شهرداری اطراف رود کارون را با کیسه‌های شن برای مقابله سیل ایجاد کردند، بر اثر شکسته شدن سد ساحلی محله‌های نیوسایت، شهرک نفت، کیانپارس، کوی افسران و بیمارستان‌های پارس و جندی شاپور همه به زیر آب رفت، پل سفید نماد شهر اهواز در خطر فروریختن قرار گرفت، راه‌آهن اهواز به خرمشهر بر اثر سیل مسدود شد.

### سوسنگرد و دشت آزادگان
در سوسنگرد ۶۰ روستا تخریب کرد و هزاران هکتار از زمین‌های دشت آزادگان به زیر آب رفت.

### آغاجاری و رامشیر
در مسیر آغاجاری به رامشیر خسارات فراوانی به روستاها اطراف زده شد، آب به داخل چاه‌های نفت نفوذ کرد و یک لوله انتقال نفت در حوالی رود مارون شکسته شد.

### سر بندر
پس از فروکش کردن آب در اهواز، سیل شهر سربندر را تحت تأثیر خود قرار داد و این شهر به زیر آب رفت.

## میزان تلفات
اطلاع دقیقی از میزان تلفات سیل نداریم روزنامه اطلاعات در شماره ۲۴ بهمن، از کشته‌شدن قطعی ۲۸ نفر اطلاع دهد؛ و در شماره ۲۷ بهمن اطلاعات از گرفته شدن ۲۹ جسد از آب گرفته شده‌است.

## کمک‌های خارجی
پاکستان:در ۲۶ بهمن ۱۳۵۸ کشور پاکستان سه فروند هواپیمای باری را برای کمک به ایران فرستاد.